# Frontière entre la Guinée et le Liberia
La frontière entre la Guinée et le Libéria est la frontière séparant la Guinée et le Libéria. Entre Yalata et Niatande, elle coïncide avec le cours du fleuve Saint-John.
Sa longueur est de 590 km.